# TOICA

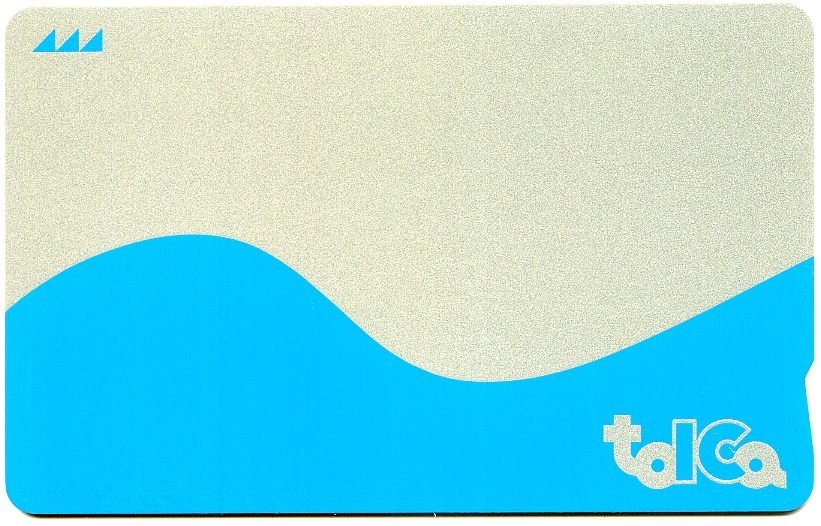
TOICA 표면 (통상판)

TOICA는 도카이 여객 철도(이하 JR 도카이)가 제공하는 재래선 IC 승차권 서비스의 총칭이다. tokai Ic CArd (도카이 IC 카드)에서 따온 이름으로, 2006년 7월 28일 회사에 의하여 상표 등록되었다. 2006년 11월 25일 나고야 지역에서 처음 도입되어 2008년 4월 8일에 50만 장을 돌파했고, 2012년 3월 말 기준으로 약 126만 장이 판매되었다.

## 개요

이용 방법

비접촉형 IC카드라서 인식기에 대지 않아도 통과가 되기 때문에 반드시 카드 케이스나 가방에서 꺼내서 쓸 필요는 없다. 덧붙여 인식 범위가 반경 10cm 정도이므로 공중을 통해도 이용 가능한 경우가 있지만, TOICA와 개찰기와의 통신 시간을 확보하기 위해 TOICA를 꺼내어 직접 인식기에 대서 개찰기를 통과하는 사용법인 '터치 앤 고'를 추천 하고 있다.

## 이용 가능 구간
JR 도카이에서는 다음의 노선·구간에서 이용 가능(TOICA 지역)하며, 나고야 철도·나고야 시 교통국 등 교통 사업자가 manaca를 도입한 철도 및 버스에서도 일부 구간을 제외한 이용 가능하다.
- 간사이 본선
  - 나고야역 - 가메야마역 간 (JR도카이 전구간)
- 고텐바 선
  - 고즈역 - 마쓰다역 - 누마즈역 간 (전구간)
- 다카야마 본선
  - 기후역 - 미노오타역 간
- 다케토요 선
  - 오부역 - 다케토요역 (전구간)
- 다이타선
  - 미노오타역 - 다지미역 (전구간)
- 도카이도 본선
  - 아타미역 - 시즈오카역 - 나고야역 - 마이바라역 간, 오가키역 - 미노아카사카역 간(미노아카사카 지선)에서는 이용할 수 없다.
- 미노부 선
  - 후지역 - 니시후지노미야역 간
- 이다선
  - 도요하시역 - 도요카와 역 간
- 주오 본선
  - 나고야역 - 나카쓰가와역 간